# Hrvatski pikado savez
Hrvatski pikado savez je krovna hrvatska pikado organizacija.
Međunarodni naziv za Hrvatski pikado savez je Croatian Darts Federation.
Član je Međunarodne pikado federacije (International Dart Federation - IDF) od 2007. i Europske pikado unije  (European Dart Union - EDU) od 1999.
Član je WDF-a od 2019. godine.
Osnovan je 30. kolovoza 1999. u Zagrebu, kada se odvojio od Hrvatskog saveza kompaktnih sportova u čijem je okviru pikado djelovao od 1992.
Sjedište saveza je na Aveniji Dubrava 238, u Zagrebu.

## Klasični pikado
eng. Steel-darts

Krovne organizacije su BDO/WDF i PDC.

### PDC Svjetsko prvenstvo
Najbolji rezultat je 3. kolo Borisa Krčmara 2023.

### PDC World Cup of Darts
Najbolji rezultat je četvrtfinale 2013. kada je reprezentacija u sastavu Tonči Restović i Robert Marijanović izgubila od kasnijeg finalista Belgije.  Isti su poraz doživjeli Boris Krčmar i Romeo Grbavac na ljetnim Olimpijskim igrama u Parizu 2024. godine.

## Elektronički pikado
eng. Soft-darts / Soft tip darts / Electronic darts

Krovne organizacije su IDF i EDU.

### SDWC The World
http://www.darts-theworld.com/en/ranking/
Etapni turniri
| Pikadist(ica) | Zlato | Srebro | Bronca | Ukupno |
| ------------- | ----- | ------ | ------ | ------ |
| Boris Krčmar  |       |        |        |        |

Godišnja ljestvica
| Pikadist(ica) | Zlato       | Srebro  | Bronca | Ukupno |
| ------------- | ----------- | ------- | ------ | ------ |
| Boris Krčmar  | 2014., '15. | 2016. * | 0      | 3      |

* imao jednak broj bodova kao i prvoplasirani

### IDF Svjetsko prvenstvo
nakon izdanja 2015
| # | Pikadist(ica)     | Zlato | Srebro | Bronca | Ukupno |
| - | ----------------- | ----- | ------ | ------ | ------ |
| 1 | Boris Krčmar      | 5     | 0      | 0      | 5      |
| 2 | Zdravko Antunović | 0     | 2      | 0      | 2      |
| 3 | Vladimir Lešić    | 0     | 1      | 0      | 1      |
| 4 | Đurđica Delić     | 0     | 0      | 1      | 1      |

| # | Pikadist(ica)              | Zlato | Srebro | Bronca | Ukupno |
| - | -------------------------- | ----- | ------ | ------ | ------ |
| 1 | Ivica Cavrić, Boris Krčmar | 1     | 0      | 0      | 1      |
| 2 | Ivan Bilela, Đurđica Delić | 0     | 0      | 1      | 1      |

| M   | 1. |  | 0 |
| M   | 2. |  | 0 |
| M   | 3. |  | 0 |
| M   | 4. |  |   |
| Ž   | 1. |  | 0 |
| Ž   | 2. |  | 0 |
| Ž   | 3. |  | 0 |
| Ž   | 4. |  |   |
| MIX | 1. |  | 0 |
| MIX | 2. |  | 0 |
| MIX | 3. |  | 1 |
| MIX | 4. |  |   |

### SDWF Svjetsko prvenstvo (Compumatic)
Soft Darts World Federation

#### Pojedinačno
| # | Pikadist(ica)   | Zlato | Srebro | Bronca | Ukupno |
| - | --------------- | ----- | ------ | ------ | ------ |
| 1 | Željko Damjanac | 1     | 0      | 0      | 1      |
| 1 | Krešo Kranjčina | 1     | 0      | 0      | 1      |

### EDU Europsko prvenstvo
nepotpuni podaci
| # | Pikadist(ica)                                           | Zlato | Srebro | Bronca | Ukupno |
| - | ------------------------------------------------------- | ----- | ------ | ------ | ------ |
| 1 | Boris Krčmar                                            | 4     | 2      | 0      | 6      |
| 2 | Dean Biškupić, Maja Ćužić, Goran Protega, Neven Rešetar | 1     | 0      | 0      | 1      |

| # | Pikadist(ica)                                                 | Zlato | Srebro | Bronca | Ukupno |
| - | ------------------------------------------------------------- | ----- | ------ | ------ | ------ |
| 1 | Boris Krčmar                                                  | 3     | 0      | 1      | 4      |
| 2 | Alan Ljubić                                                   | 2     | 0      | 0      | 2      |
| 2 | Đurđica Delić, Vladimir Lešić                                 | 1     | 0      | 1      | 2      |
| 2 | Marina Letica                                                 | 1     | 1      | 0      | 2      |
| 2 | Vlatka Lešić                                                  | 1     | 0      | 0      | 1      |
| 3 | Krešimir Kranjčin                                             | 1     | 0      | 1      | 2      |
| 4 | Zdravko Antunović Vlado Deščak Dragutin Horvat Vlasta Stankić | 1     | 0      | 0      | 1      |
| 5 | Slavko Brzić, Tomislav Klarić, Martina Maglica, Jasna Šegvić  | 0     | 1      | 0      | 1      |

#### Ekipno
| M | 1. | 2017. | 7 |
| M | 2. |       | 3 |
| M | 3. |       | 0 |
| M | 4. |       |   |
| Ž | 1. |       | 3 |
| Ž | 2. |       | 0 |
| Ž | 3. |       | 3 |
| Ž | 4. |       |   |

Ekipe prvaka
R - rezerva
muškarci
Ivica Cavrić, Boris Krčmar, Vladimir Lešić, Alan Ljubić, Dragutin Pečnjak, Dean BiškupićR (2017.)
žene

### FECS Europsko prvenstvo
Federation European Compact Sports

#### Pojedinačno
| # | Pikadist(ica) | Zlato | Srebro | Bronca | Ukupno |
| - | ------------- | ----- | ------ | ------ | ------ |
| 1 | Boris Krčmar  | 1     | 0      | 0      | 1      |

## Brzinski pikado
Marinko Lovrić je bio svjetski prvak 2000. te europski prvak.

## Svjetski rekorderi
- Marinko Lovrić: 901 double out, 36.9s

## Ostalo
Prvo IDF Svjetsko prvenstvo održano je u Zadru 2009.
HPS je u suradnji s Kineziološkim fakultetom Sveučilišta u Zagrebu 2015. godine objavio prvu službenu knjigu za pikado - Darts.
Na EDU EP-u 2016. postali drugi savez koji je na istom prvenstvu osvojio naslov u muškom i ženskom ekipnom natjecanju.
Boris Krčmar prvi je Hrvat koji je nastupio na PDC Svjetskom prvenstvu (2010.).
Svjetska prvenstva u Hrvatskoj
- IDF Svjetsko prvenstvo 2009., Zadar

1995. godine u Primoštenu se trebalo održati Svjetsko prvenstvo u organizaciji FECS-a, ali zbog ratnih zbivanja to nije bilo moguće pa je prebačeno u Basel.
Hrvatski finali na SP, EP (kraj 2022.)
(popis nepotpun)
Elektronički
SP: IDF 2011. M, IDF 2015. M
EP: EDU 2011. M par

## Vanjske poveznice
- Hrvatski pikado savez
- Darts Database  Arhivirana inačica izvorne stranice od 21. listopada 2018. (Wayback Machine)
- snimka rekorda Marinka Lovrića, youtube